# Автошлях Т 2702
Автошля́х Т 2702 — автомобільний шлях територіального значення в Севастополі. Пролягає територією Севастопольської міськради в Гагарінському та Балаклавському районах міста від Комишової бухти до мису Фіолент, від північно-західного краю Севастополя до південно-західного. Загальна довжина — 11 км.

## Маршрут
Автошлях проходить через такі населені пункти:
| Автошлях Т 2702 |        |
| Севастополь     |        |
| Комишова бухта  | Т 2704 |
| Мис Фіолент     | Т 2716 |